# Eparchia Sendai i wschodniej Japonii
Eparchia Sendai i wschodniej Japonii – jedna z trzech eparchii Japońskiego Kościoła Prawosławnego. Jej obecnym biskupem ordynariuszem jest biskup Sendai i wschodniej Japonii Serafin (Tsujie) (od 2023 r. również metropolita Tokio i całej Japonii), zaś funkcję katedry pełni sobór Zwiastowania w Sendai. 
W obecnym kształcie struktura działa od nadania Japońskiemu Kościołowi Prawosławnemu statusu autonomicznego (1970). W jej ramach działają 24 parafie we wschodniej części wyspy Honsiu i 8 na wyspie Hokkaido, co stanowi połowę wszystkich placówek duszpasterskich Kościoła.